# Antonio Donnarumma
Antonio Donnarumma (Castellammare de Stabia, Campania, 7 de julio de 1990) es un futbolista italiano que juega como portero en la U. S. Salernitana 1919 de la Serie C de Italia.

## Carrera
Formado futbolísticamente en el colegio de fútbol del Club Napoli Castellammare de su ciudad natal, empieza la actividad en las juveniles de la Juve Stabia antes de pasar en el 2005 a las del Milan, donde venció el campeonato Allievi en 2007, con Paloschi centravanti y Evani en el banquillo, y la Coppa Italia Primavera en 2010. A partir de 2008 fue convocado en diversas ocasiones con el primer equipo, sin nunca salir al campo.
En julio de 2010 va como préstamo al Piacenza, donde fue utilizado como reserva de Mario Cassano. Inició como profesional el 14 de agosto de 2010 en la partida de Coppa Italia vencida por 5-3 contra el Virtus Lanzan; juega cinco partidas de manera completa (dos partidas en Series B, una para los play-out y dos de Coppa Italia), debutando en Serie B el 21 de mayo de 2011 en la derrota interior por 3-1 contra la Albinoleffe. La temporada concluyó con el descenso de los emiliani en Liga Pro Primera División; reincorporado en el Milan, fue mandado al Gubbio como préstamo con derecho a rescate, en el año del regreso de los Rossoblù en Series B después de 63 años; hace su debut con los Umbri el 14 de agosto en la partida válida para el segundo turno de Coppa Italia vencida por 3-0 contra el Benevento. Empleado como titular en campeonato, alcanza 37 presencias en campeonato y no evita el descenso de los Umbri en Liga Pro Primera División. Durante la temporada también fue convocado en la B Italia, entrenada por Máximo Piscedda.
En agosto de 2012, al finalizar la sesión de mercado, pasa con título definitivo al Genoa, en el intercambio que llevó a Johad Ferretti en rossonero.
Durante todo el campeonato asumió el rol de tercer portero, teniendo por delante a Sébastien Frey y Alexandros Tzorvas. El 19 de mayo de 2013 comenzó en Serie A y con la camiseta del Genoa en la partida en transferencia contra Bolonia, finalizada 0-0 y válido para la última jornada del campeonato salvando el resultado del Genoa con numerosas paradas.
En la siguiente temporada asumió el rol de tercer portero, tras el titular Mattia Perin y al duodecimo Albano Bizzarri. El 6 de febrero de 2014 renovó su contrato al Genoa hasta 2018.
El 25 de julio pasa al préstamo del Genoa al Bari en Serie B. Debuta con los pugliesi el 17 de agosto en la victoria para 2-1 contra el Savona válida para el segundo turno de Coppa Italia. Disputa la primera parte de temporada de titular, jugando en 25 encuentros, antes de ser rebajado a segundo portero en la segunda mitad de temporada.
Terminado el préstamo hace su retorno al Genoa. Durante la preparación sufre un grave infortunio en el hombro que lo obliga a una larga para, lo que hizo que finalizase la temporada sin que pudiese contar con ningún minuto.
En la temporada 2016-17 llega como agente libre al Asteras Tripolis de la Superliga de Grecia donde jugó en la mayoría de los partidos de su equipo.
Tras el culebrón de su hermano, Gianluigi Donnarumma en el mercado de fichajes, el jugador prometió renovar si el club rossonero fichaba a su hermano, Antonio.
Así pues se oficializó el fichaje de Antonio por 1'5M y la renovación de Gianluigi hasta 2021.
El 27 de diciembre de 2017, tras la lesión de su hermano y de Marco Storari, es el portero del Milan frente al Inter de Milán por los cuartos de final de la Copa Italia, ganando el partido 1-0 y donde realizó una gran actuación En total jugaría solo tres partidos con el Milan (más de 300 minutos contando el alargue del duelo copero frente al Inter) pero no recibió ningún gol, siendo hasta la fecha el único arquero del AC Milán que habiendo disputado esa cantidad de minutos no tenga ningún gol en contra.
En junio de 2021 quedó libre del conjunto rossonero luego de no renovar su contrato, al igual que su hermano, Gianluigi Donnarumma, quien fichó por el París Saint-Germain.

## Clubes
| Club                   | País   | Año       |
| ---------------------- | ------ | --------- |
| Piacenza Calcio        | Italia | 2010-2011 |
| A. S. Gubbio           | Italia | 2011-2012 |
| Genoa C. F. C.         | Italia | 2012-2016 |
| S. S. C. Bari          | Italia | 2014-2015 |
| Asteras Tripoli        | Grecia | 2016-2017 |
| A. C. Milan            | Italia | 2017-2021 |
| Calcio Padova          | Italia | 2021-2024 |
| Torino F. C.           | Italia | 2024-2025 |
| U. S. Salernitana 1919 | Italia | 2025-     |